# Raphaël Géminiani
Raphaël Géminiani (Clermont-Ferrand, 12 giugno 1925 – Pérignat-sur-Allier, 5 luglio 2024) è stato un ciclista su strada e dirigente sportivo francese di origine italiana.
Professionista dal 1946 al 1960 e soprannominato Le Grand Fusil, fu secondo al Tour de France 1951, corsa in cui vinse la classifica scalatori, e due volte miglior scalatore al Giro d'Italia. Dopo aver chiuso la carriera agonistica rivestì il ruolo di direttore sportivo, guidando Jacques Anquetil in molte delle sue vittorie. Fu anche un produttore di biciclette.

## Carriera

### Corridore
Nacque a Clermont-Ferrand, nella regione storica dell'Occitania, da Giovanni Geminiani, ex ciclista romagnolo originario di Lugo, in provincia di Ravenna. Il padre decise di lasciare l'Italia nel 1924, quando un funzionario del fisco venne ad imporgli una tassa di 5 000 lire annue sulla sua piccola officina di riparazione di biciclette. Fratello minore di Angelo Geminiani, anch'egli ciclista, Raphaël debuttò tra i professionisti nel 1946.
Concluse il suo primo Tour de France nel 1948, con la squadra del Centro-Sud-Ovest della Francia. L'anno successivo, promosso in prima squadra, chiuse con una vittoria di tappa, mentre il primo piazzamento di rilievo fu al Tour de France 1950, con il quarto posto e la vittoria in due frazioni. L'affermazione avvenne al Tour del 1951, quando giunse secondo in classifica generale, a 22 minuti da Hugo Koblet, e conquistò la speciale classifica del GPM, superando Gino Bartali.
Nel 1952 partecipò al Giro d'Italia con un buon nono posto finale e il titolo del miglior scalatore. Al Tour colse altre due vittorie, mentre nel 1953 fu nono, con una vittoria di tappa e il suo capitano Louison Bobet in maglia gialla fino a Parigi. Fu anche terzo nella classifica a punti. Dopo il ritiro al Tour de France 1954, visse un anno di grazia. Fu quarto al Giro del 1955, in cui vestì anche per tre giorni la maglia rosa, si piazzò poi quinto nel Tour de France, vincendo una tappa, e fu prezioso gregario per la nuova vittoria di Bobet. Anche alla Vuelta a España, la prima edizione dopo vari anni di sospensione, colse il terzo posto. Con questi risultati fu il primo ciclista ad essersi piazzato fra i primi dieci della classifica generale nei tre Grandi Giri nella stessa stagione (impresa riuscita in assoluto solo un'altra volta, nel 1957, a Gastone Nencini).
Ben figurò anche nel Giro d'Italia 1957, quando fu quinto e nuovamente re degli scalatori, e nel Giro d'Italia 1958, quando terminò ottavo. Ma forse l'impresa maggiore, in parte sfortunata, della sua intera carriera, Géminiani la compì al Tour dello stesso anno, in cui arrivò terzo dopo una lunga e alterna battaglia con il vincitore Charly Gaul. Alla lunga, Géminiani pagò la sua minore abilità nelle tappe a cronometro nei confronti di Gaul: nelle tre tappe contro il tempo di quell'edizione, egli infatti accumulò un ritardo complessivo di 10'19" nei confronti di Gaul. Ma la tappa veramente decisiva di quel Tour fu la 21º, Briançon-Aix les Bains. Géminiani vi arrivò in maglia gialla avendo su Gaul, solo sesto, un confortevole vantaggio di 16'03". Eppure, in una giornata caratterizzata dalle pessime condizioni climatiche, Gaul riuscì a recuperare quasi tutto il suo svantaggio. Egli arrivò così alla decisiva 23ª tappa, la cronometro Besançon-Digione, di 74 km., con soli 28" di svantaggio da Géminiani in classifica generale, che ad Aix les Bains dovette cedere la sua maglia gialla all'italiano Vito Favero, un altro grande protagonista del Tour del 1958. Gaul si portò facilmente in testa dopo la tappa a cronometro da lui vinta: così Vito Favero fu secondo e Géminiani dovette accontentarsi del terzo posto.
Géminiani partecipò anche alla Grande Boucle del 1959, e questa fu l'ultima competizione di rilievo da lui disputata; colpito nel dicembre seguente dalla malaria nel viaggio in Alto Volta rivelatosi fatale per Fausto Coppi, fu salvato dall'efficienza dell'équipe medica che lo prese in cura, diagnosticando subito l'infezione dopo i primi errori di un medico. Curato con chinino, Géminiani, nonostante fosse anche finito in coma, si salvò. Egli dovette egualmente concludere la propria carriera a causa delle peggiorate condizioni fisiche, che avrebbero condizionato anche l'attività di dirigente sportivo nel mondo delle due ruote da lui intrapresa con successo nei decenni successivi.

### Direttore sportivo
Dopo il ritiro dalle competizioni divenne, nel 1962, direttore sportivo della Saint-Raphaël di Jacques Anquetil, che con lui (anche nelle successive squadre Ford France e Bic) colse quasi tutti i maggiori successi della carriera. Dopo il ritiro di Anquetil, avvenuto nel 1969, Géminiani diresse perlopiù piccole formazioni. Nel 1977 guidò Eddy Merckx, al penultimo anno di carriera, alla Fiat France.
Nel 1984 passò alla La Redoute di Stephen Roche e nel 1986 alla Café de Colombia-Varta: furono gli ultimi anni di attività nel ciclismo professionistico.

## Palmarès
- 1948

Grand Prix de la Tarentaise
- 1949

Tour de Corrèze
Circuit des villes d'eaux d'Auvergne
19ª tappa Tour de France (Losanna > Colmar)
- 1950

Polymultipliée
Circuit des monts du Livradois
17ª tappa Tour de France (Nizza > Gap)
19ª tappa Tour de France (Briançon > Saint-Étienne)
- 1951

Polymultipliée
Grand Prix du Midi Libre
7ª tappa Critérium du Dauphiné Libéré
9ª tappa Tour de France (Limoges > Clermont-Ferrand)
- 1952

8ª tappa Tour de France (Nancy > Mulhouse)
17ª tappa Tour de France (Tolosa > Bagnères-de-Bigorre)
- 1953

3ª tappa Critérium du Dauphiné Libéré
Campionati francesi, Prova in linea
- 1955

9ª tappa Tour de France (Briançon > Monaco)
- 1958

1ª tappa Giro di Sardegna (Roma > Civitavecchia)
- 1960

3ª tappa Circuit d'Auvergne

### Altri successi
- 1951

Classifica scalatori Tour de France
- 1952

Classifica scalatori Giro d'Italia
- 1953

11ª tappa Giro d'Italia (Modena > Modena, cronosquadre)
- 1957

Classifica scalatori Giro d'Italia

## Piazzamenti

### Grandi Giri
- Giro d'Italia

1952: 9º
1953: 30º
1955: 4º
1957: 5º
1958: 8º
- Tour de France

1947: ritirato (5ª tappa)
1948: 15º
1949: 25º
1950: 4º
1951: 2º
1952: 11º
1953: 9º
1954: ritirato (non partito 18ª tappa)
1955: 6º
1956: 49º
1958: 3º
1959: 28º
- Vuelta a España

1955: 3º
1957: 5º
1959: ritirato

### Classiche monumento
- Milano-Sanremo

1950: 13º
1952: 4º
1953: 17º
1954: 13º
1955: 9º
1958: 10º
- Parigi-Roubaix

1949: 12º
1950: 42º
1951: 71º
1952: 61º
1954: 69º
1955: 33º
1957: 14º
1959: 42º
- Liegi-Bastogne-Liegi

1951: 28º
- Giro di Lombardia

1952: 68º

### Competizioni mondiali
- Campionati del mondo

Moorslede 1950 - In linea: ritirato
Varese 1951 - In linea: ritirato
Lugano 1953 - In linea: 9º
Frascati 1955 - In linea: 8º
Reims 1958 - In linea: 15º